# Унтерјекенбах
Унтерјекенбах (њем. Unterjeckenbach) општина је у њемачкој савезној држави Рајна-Палатинат. Једно је од 98 општинских средишта округа Кузел. Према процјени из 2010. у општини је живјело 83 становника. Посједује регионалну шифру (AGS) 7336100.

## Географски и демографски подаци
Унтерјекенбах се налази у савезној држави Рајна-Палатинат у округу Кузел. Општина се налази на надморској висини од 340 метара. Површина општине износи 7,4 km². У самом мјесту је, према процјени из 2010. године, живјело 83 становника. Просјечна густина становништва износи 11 становника/km².